# Pembatatu embamba
Pembatatu embamba är en spindelart som beskrevs av Griswold 200. Pembatatu embamba ingår i släktet Pembatatu och familjen Cyatholipidae. Inga underarter finns listade i Catalogue of Life.